# Župnija Sočerga
Župnija Sočerga je rimskokatoliška teritorialna župnija dekanije Dekani v škofiji Koper.

## Sakralni objekti
|    | slika                     | cerkev                                   | kraj / naselje |
| -- | ------------------------- | ---------------------------------------- | -------------- |
| 1. | Klikni za spremembo slike | cerkev srca Jezusovega župnijska cerkev  | Sočerga        |
| 2. | Klikni za spremembo slike | cerkev sv. Kvirika podružnica            | Sočerga        |
| 3. |                           | cerkev sv. Martina podružnica            | Trebeše        |
| 4. |                           | cerkev sv. Križa podružnica              | Gradin         |
| 5. |                           | cerkev Karmelske matere božje podružnica | Pregara        |
| 6. |                           | cerkev sv. Nikolaja podružnica           | Gračišče       |

Od 1. januarja 2018  :
|                 | slika                     | cerkev                                           | kraj / naselje |
| --------------- | ------------------------- | ------------------------------------------------ | -------------- |
| 3.              |                           | cerkev sv. Florijana podružnica                  | Kubed          |
| 4.              |                           | kapela sv. Mihaela kapela                        | Kubed          |
| 5.              | Klikni za spremembo slike | cerkev sv. Zenona, Hrvoji podružnica             | Topolovec      |
| 6.              |                           | cerkev Marijinega vnebovzetja, Movraž podružnica | Movraž         |
| Nekdanja cerkev |                           |                                                  |                |
| 1.              |                           | cerkev sv. Hieronima, Topolovec nekdanja cerkev  | Topolovec      |